# Февральская лазурь
«Февра́льская лазу́рь» — пейзаж русского художника Игоря Грабаря (1871—1960), написанный в 1904 году. Хранится в Государственной Третьяковской галерее в Москве (инв. 3729). Размер — 142,6 × 84,8 см. Грабарь работал над картиной в подмосковной усадьбе Дугино, этот пейзаж также упоминался им под названиями «Голубая зима», «Лазоревый февраль» и «Конец февраля». Для работы над полотном, продолжавшейся в течение двух с лишним недель и законченной «целиком на натуре», в снегу была вырыта траншея глубиной около метра, в которой художник расположился вместе с мольбертом и установленным на нём холстом.
Картина была представлена публике на 2-й выставке Союза русских художников, открывшейся 31 декабря 1904 года в Санкт-Петербурге, а в феврале 1905 года переехавшей в Москву. В 1905 году «Февральская лазурь» была приобретена у автора для собрания Третьяковской галереи, согласно единогласному решению её совета.
Искусствовед Ольга Подобедова отмечала, что в «Февральской лазури» Грабарю «удалось создать один из поэтических образов природы и одновременно решить сложнейшие колористические задачи», а в берёзе с этого полотна поэзия его живописи «достигла своей кульминации». По словам искусствоведа Алексея Фёдорова-Давыдова, система дивизионизма, использованная художником при написании «Февральской лазури», — это не просто новая для русской живописи манера или техника, а «иная живописная трактовка изображения, выражающая новое восприятие пейзажа». Искусствовед Наталья Мамонтова писала, что это произведение явилось «одной из высших точек творческой жизни Грабаря-художника», в значительной мере повлиявшей на его дальнейший путь.

## История
В 1900-х годах Игорь Грабарь часто гостил в усадьбе Дугино, принадлежавшей братьям Мещериным — Николаю и Михаилу, сыновьям основателя Даниловской мануфактуры Василия Ефремовича Мещерина (1833—1880). Усадьба была расположена в Подольском уезде Московской губернии (ныне — на территории посёлка Мещерино), недалеко от реки Пахры. В основном делами, связанными с усадьбой, занимался Николай Мещерин — он увлекался живописью и участвовал в выставках Союза русских художников, «Мира искусства» и других художественных объединений. Благодаря ему на рубеже XIX и XX веков Дугино превратилось в «настоящий приют художников» — помимо Грабаря, здесь в разное время гостили Исаак Левитан, Виктор Борисов-Мусатов, Аполлинарий Васнецов, Сергей Малютин, Илья Остроухов, Василий Переплётчиков, Валентин Серов, Алексей Степанов, Мануил Аладжалов и другие живописцы.

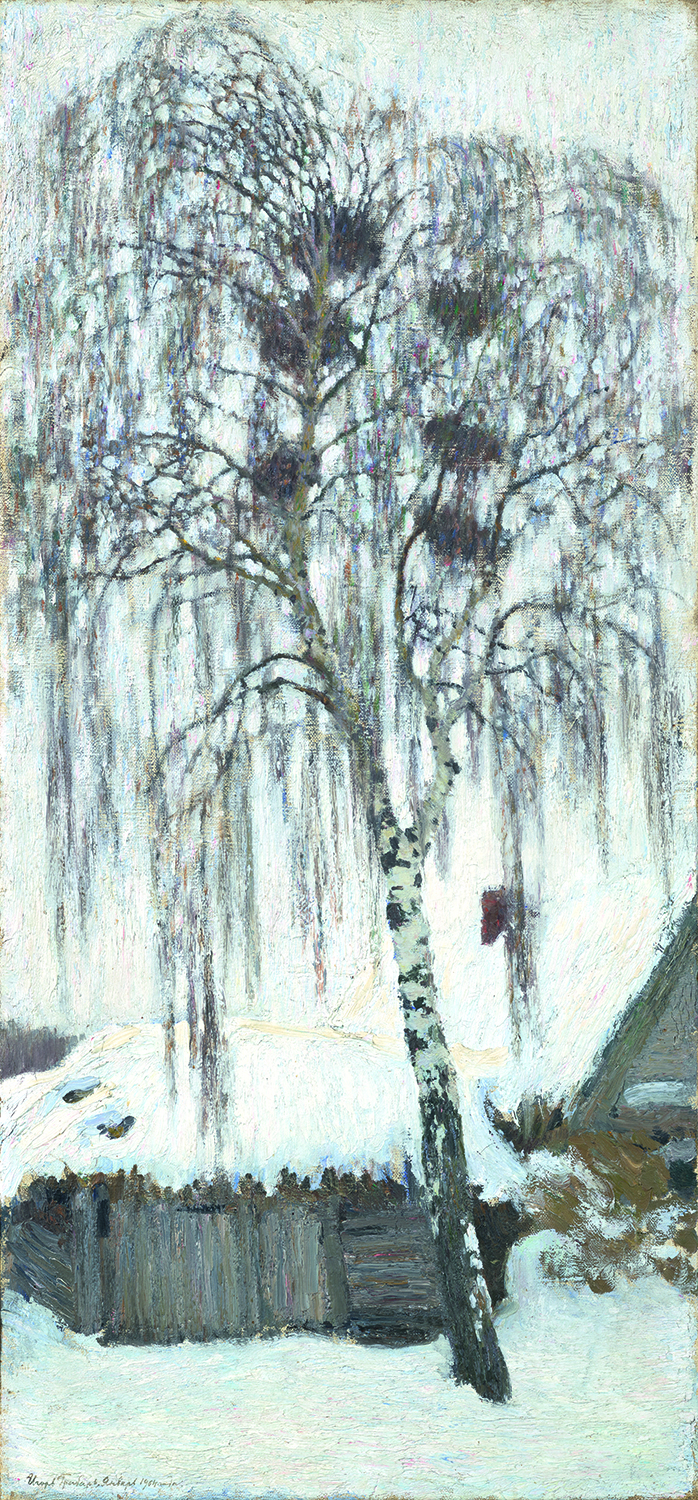
Игорь Грабарь. Белая зима. Грачиные гнёзда (1904, ГТГ)

Грабарю нравилось гостить у Мещериных — он писал, что «тут приятно жить, сознавая, что ты не только никому не в тягость, а даже доставляешь своим пребыванием удовольствие». Когда Грабарь в первый раз посетил Дугино, по указанию Николая Мещерина ему был предоставлен кучер, чтобы ездить «на этюды». Художник вспоминал: «Я в первый же день проехался с ним, чтобы ознакомиться с окрестностями Дугина, которыми остался очень доволен, особенно обилием берёз. Это странное дерево, единственное среди всех белое, редко встречающееся на Западе и столь типичное для России, меня прямо завораживало». Берёза была изображена на одном из первых полотен, написанных Грабарём в окрестностях усадьбы Мещериных, — «Белая зима. Грачиные гнёзда» (1904, ГТГ).
В начале 1904 года Грабарь жил в Дугине. Февраль оказался солнечным — по словам художника, казалось, что природа «праздновала какой-то небывалый праздник, — праздник лазоревого неба, жемчужных берёз, коралловых веток и сапфировых теней на сиреневом снегу». Как-то утром, когда Грабарь вышел побродить вблизи усадьбы, его внимание привлекло одно из деревьев. В своих воспоминаниях он так описывал этот эпизод: «Я стоял около дивного экземпляра берёзы, редкостного по ритмическому строению ветвей. Заглядевшись на неё, я уронил палку и нагнулся, чтобы её поднять. Когда я взглянул на верхушку берёзы снизу, с поверхности снега, я обомлел от открывшегося передо мной зрелища фантастической красоты: какие-то перезвоны и перекликания всех цветов радуги, объединённых голубой эмалью неба». По словам художника, в этот момент он подумал: «Если бы хоть десятую долю этой красоты передать, то и это будет бесподобно».
Сходив за небольшим холстом, Грабарь в тот же день за один сеанс «набросал с натуры» этюд для будущей картины. Затем он взял холст побольше и в последующие три дня работал над другим этюдом, написав его примерно с того же места. Оба этюда сохранились: первый из них, под названием «Зима» (холст, масло, 75 × 54,5 см, инв. Ж-2219), находится в собрании Государственного Русского музея в Санкт-Петербурге, а второй, под названием «Февральская лазурь» (холст, масло, 90 × 72 см), хранится в Национальном художественном музее Республики Беларусь в Минске.
После этого Грабарь прорыл в снегу траншею глубиной около метра, в которой расположился вместе с мольбертом и установленным на нём большим холстом, — таким способом художник хотел «получить впечатление низкого горизонта и небесного зенита, со всей градацией голубых — от светло-зелёного внизу до ультрамаринового наверху». Лицевой стороной холст был повёрнут в сторону синего неба, так что на него не падали рефлексы от прогревшегося под солнцем снега. Грабарь также использовал зонтик, окрашенный в голубой цвет. Работа над картиной продолжалась в течение двух с лишним недель и была закончена «целиком на натуре». Художнику повезло с погодой: в течение всего этого времени дни были солнечными, а ночи — морозными, так что снег не таял.
В целом Грабарь был доволен результатами своего труда. В своих воспоминаниях он писал: «Я чувствовал, что удалось создать самое значительное произведение из всех до сих пор мной написанных, наиболее своё, не заимствованное, новое по концепции и по выполнению». Первое время этот пейзаж упоминался под названиями «Голубая зима», «Лазоревый февраль» и «Конец февраля». В частности, под названием «Голубая зима» картина была представлена публике на 2-й выставке Союза русских художников, открывшейся 31 декабря 1904 года в Санкт-Петербурге, а в феврале 1905 года переехавшей в Москву. Название «Февральская лазурь» стало использоваться с 1905 года: в письме от 22 мая 1905 года художник сообщал своему брату Владимиру: «Совет Третьяковской галереи единогласно купил у меня „Февральскую лазурь“ — как я решил назвать бывшую „Голубую зиму“. Это название было случайным, для контраста с белой зимой. „Февральская лазурь“ гораздо точнее».
Картина «Февральская лазурь» входила в число экспонатов юбилейной выставки к 150-летию со дня рождения Грабаря, проходившей с 18 ноября 2022 года по 4 марта 2023 года в Инженерном корпусе Третьяковской галереи.

## Описание

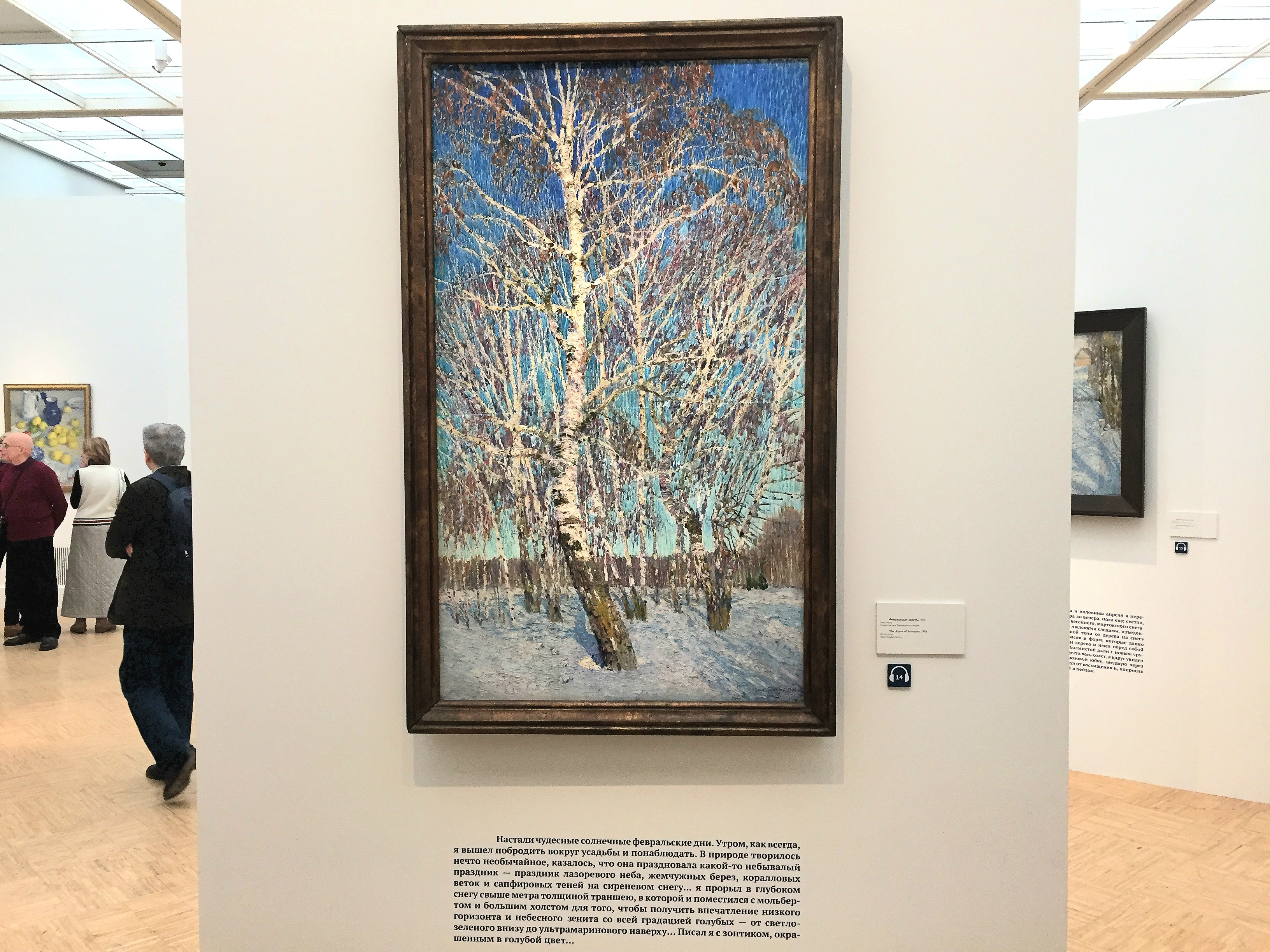
Картина «Февральская лазурь» на выставке 2022—2023 годов в ГТГ

Бо́льшую часть переднего плана «Февральской лазури» занимает берёза «с ритмически расположенными ветвями», сквозь которые просвечивает ярко-голубое небо. Вершины дерева не видно — она срезана верхней границей холста. Позади находятся другие, более тонкие берёзы, объединённые в группы по два-три дерева. Вдали, на горизонте, виден сплошной берёзовый лес. На снегу, находящемся на переднем плане, видны тени деревьев, расположенных позади зрителя. Главную роль в полотне играет первый план, на котором находятся берёзы, господствующие «над общим, над пространством». В результате получился пейзаж не с «далевым видом», а с изображением «вплотную».
Для картины «Февральская лазурь» Грабарь выбрал «по-уистлеровски» удлинённый по вертикали формат холста. Аналогичный формат был уже использован художником ранее в картине «Белая зима. Грачиные гнёзда». Такой формат позволил ему продемонстрировать пластику берёзы, «расправившей подобно крыльям свои веерные ветви», и подчеркнуть «бесконечность лазурного пространства».
«Февральская лазурь» является одним из наиболее показательных примеров использования цветового разложения (дивизионизма, или пуантилизма) в творчестве Грабаря — картина написана чистым цветом, без смешивания красок на палитре, разные краски нанесены на поверхность холста короткими мелкими мазками. В частности, стволы берёз написаны мелкими раздельными мазками белых, жёлтых, красных и розовых тонов; аналогичный приём использован для изображения небесной лазури. Полотно рассматривается как «первый шедевр импрессионизма» в творчестве художника.

## Отзывы и критика

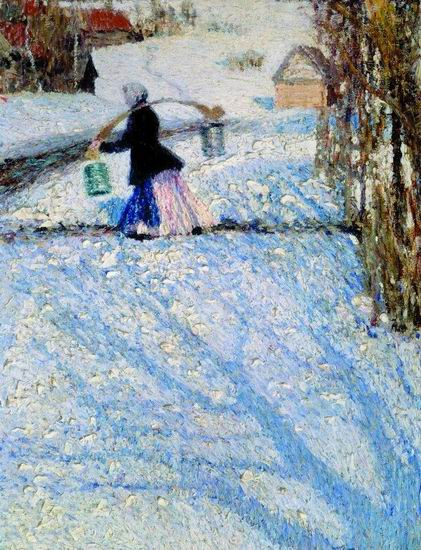
Игорь Грабарь. Мартовский снег (1904, ГТГ)

Искусствовед Ольга Подобедова отмечала, что среди пейзажей Игоря Грабаря — «поэта русской зимы, весны и осени» — наибольшую популярность приобрело полотно «Февральская лазурь», в котором автору «удалось создать один из поэтических образов природы и одновременно решить сложнейшие колористические задачи». По словам Подобедовой, «нигде художнику не удалось так ясно и полно высказаться, как именно в этой картине», и в берёзе «Февральской лазури» поэзия его живописи «достигла своей кульминации».
По словам искусствоведа Алексея Фёдорова-Давыдова, система дивизионизма, использованная Грабарём при написании «Февральской лазури», — это не просто новая для русской живописи манера или техника, а «иная живописная трактовка изображения, выражающая новое восприятие пейзажа». Отмечая импрессионистическую динамичность получившегося пейзажа, Фёдоров-Давыдов писал, что в этом случае она включает в себя «некую „пульсацию“ и ветвей берёз, и небесной лазури», создаваемую движением мелких разноцветных мазков.
По мнению искусствоведа Глеба Поспелова, основное отличие таких полотен Грабаря, как «Февральская лазурь» и «Мартовский снег», от произведений французских импрессионистов состоит в национальном характере его пейзажей, изображающих русскую природу, — в том, что на его картинах предстают «обобщённые образы национальной природы, вполне последовательно воплощённые в одном холсте». Поспелов писал, что отличительной чертой живописи Грабаря является устойчивость показанного момента, в «Февральской лазури» — «как бы остановленное мгновение полуденного солнца и светового зенита», в то время как французские импрессионисты, наоборот, стремились выбрать «проскальзывающее мгновение в пейзаже».
Искусствовед Наталья Мамонтова писала, что «Февральская лазурь» — это не этюд с натуры, а настоящая картина, «рождённая синтезом натурных впечатлений и потому обладавшая истинной законченностью и цельностью». По словам Мамонтовой, это произведение явилось «одной из высших точек творческой жизни Грабаря-художника», в значительной мере повлиявшей на его дальнейший путь.